# Triodia rigidissima
Triodia rigidissima là một loài thực vật có hoa trong họ Hòa thảo. Loài này được (Pilg.) Lazarides miêu tả khoa học đầu tiên năm 1997.